# Prowincja Krabi
Krabi (taj. กระบี่) – jedna z prowincji (changwat) Tajlandii. Sąsiaduje z  prowincjami Phang Nga, Surat Thani, Nakhon Si Thammarat i Trang. Prowincja leży nad morzem Andamańskim, na którym leży wyspa i prowincja Phuket.